# Jedrski odpadek
Jedrski odpadki ali radioaktivni odpadki so odpadki, ki vsebujejo radioaktivne izotope. Nastanejo kot posledica jedrske reakcije, bodisi v jedrski elektrarni ali v industriji ter medicini. Njihova specifična aktivnost presega zakonsko določene meje. Sevanje, ki ga oddajajo, je zelo škodljivo, traja pa najmanj par desetletij. Odpadki se lahko nahajajo v plinastem, tekočem in trdnem agregatnem stanju. Uporaba jedrskih odpadkov ni več možna, niti smiselna.

## Vrste jedrskih odpadkov

### Delitev glede na specifično aktivnost radioaktivnih izotopov
Nizko radioaktivni odpadki (NRAO) imajo specifično aktivnost od 5×106 do 5×109 Bq/m³. Nastanejo večinoma med vzdrževlnimi deli v jedrski elektrarni ter v industriji in medicini pri uporabi radiaktivnih izotopov. Sem spadajo kontiminirana delovna oblačila, orodje, filtri, papir, krpe, vse, kar je v uporabi v radiološko onesnaženih prostorih. Nanje sedajo drobni radioaktivni delci, ki so škodljivi zdravju, če pridejo v telo. Ti odpadki zavzemajo veliko prostora. Da bi zmanjšali njihov obseg, jih stisnejo v sodih ali sežgejo in šele nato skladiščijo. Radioaktivnost večine NRAO upade na raven naravnega ozadja v 300 letih.
Specifična aktivnost srednje radioaktivnih odpadkov (SRAO) znaša od 5×109 do 5×1014 Bq/m³. To so odpadki iz čistilnih naprav jedrske elektrarne. Zbirajo se v posebnih čistilnih filtrih, kjer se odlagajo radioaktivne smole in blato iz reaktorskega hladila. Čas, po katerem niso več radioaktivni, je od več 100 pa do nekaj 1000 let.
Med visoko radioaktivne odpadke (VRAO) uvrščamo tiste, s specifično aktivnostjo večjo od 5×1014 Bq/m³. VRAO so izrabljeno jedrsko gorivo ter ostanki njegove predelave. Oddajajo močno sevanje, ki ga spremlja visoka t. i. zaostala toplota. Da sevanje ni več nevarno, je potrebnih kar nekaj deset tisočletij.

### Delitev glede na razpadni čas radioaktivnih izotopov
V to delitev se uvrščajo le nizko in srednje radioaktivni odpadki.
Dolgoživi so tisti, ki vsebujejo večje koncentracije alfa sevalcev.
Kratkoživi pa vsebujejo večinoma beta in gama sevalce.

## Radioaktivni odpadki v medicini, industriji in pri znanstvenih raziskavah
Večina radioaktivnih odpadkov nastane pri obratovanju jedrskih elektrarn. Nastanejo pa tudi z uporabo radioaktivnih snovi v industriji, medicini in pri znanstvenih raziskavah.

### Radioaktivni odpadki v industriji
V industriji uporabljajo izvore radioaktivnega sevanja za merjenje debeline, nivojev tekočin v zbiralnikih in podobno. Ko ti izvori niso več uporabni oziroma niso več dovolj učinkoviti, postanejo radioaktivni odpadek.

### Radioaktivni odpadki v medicini
Radioaktivni odpadki v medicini so predvsem ostanki preparatov, pripomočki, zaščitna sredstva za enkratno uporabo in druge, podobne stvari, ki se uporabljajo pri medicinski diagnostiki in pri zdravljenju s pomočjo radioaktivnih izotopov (obsevalne naprave).

### Radioaktivni odpadki v znanosti
Radioaktivni odpadki nastanejo tudi pri:
- merjenju zelo nizkih koncentracij elementov (predvsem onesnaževalcev okolja),
- sledenju različnih procesov v biologiji, industriji, kemiji,...

## Odlaganje jedrskih odpadkov
Z izrazom skladiščenje se označuje shranjevanje jedrskih odpadkov za določen čas. Pri trajnem shranjevanju oz. odstranitvi pa se uporablja izraz odlaganje. Po izkušnjah in temeljitih analizah drugih držav pri ravnanju z radioaktivnimi odpadki se je pokazalo, da so odlagališča najvarnejša in najprimernejša rešitev pri trajnem shranjevanju teh odpadkov.

### Odlaganje NRAO in SRAO
Le te trajno shranjujemo na dva načina: tunelsko odlaganje in plitvo zakopavanje.
Obdelane radioaktivne odpadke najprej zaprejo v sode, ki so nepropustni, to je prva pregrada. Med 10 in 20 teh sodov nato vložijo v betonske vsebnike in jih zalijejo s polnilom. Beton je druga pregrada.S polnilom zalite betonske vsebnike odložijo v betonske bazene ali podzemne rove, podobne rudniškim, ki so tretja pregrada. Rove nato zapolnijo, bazene pa prekrijejo z materialom, ki ne prepušča vode (ilovica ). To je četrta pregrada.
Zelo pomembno je, da so odlagališča ločena od podtalnice, odpadki pa morajo biti shranjeni v vodotesnih vsebnikih (nevarnost prenosa RAO v prehrambeno verigo). Tudi verjetnost poplavljanja ali potresov mora biti majhna. Izbira načina shranjevanja je torej odvisna od naravnih danosti okolja kot npr. oblike terena, sestave tal, podtalne vode itd.

### Odlaganje VRAO
Zaenkrat vprašanje trajnega shranjevanja visokoradioaktivnih odpadkov še ni rešeno, zato lahko govorimo le o začasnem shranjevanju. Ti odpadki močno sevajo, ta radioaktivnost pa se zmanjšuje zelo počasi. Zaradi sevanja nastaja močan toplotni tok, kar še dodatno oteži ravnanje z njimi. Jedrsko gorivo se po izrabi približno eno leto hrani v rešetkah v bazenih znotraj elektrarne. Voda ga ohladi in služi kot ščit pred sevanjem. Ponekod zgradijo bazene poleg elektrarne, kjer VRAO hranijo še naprej, lahko pa jih preselijo v suha odlagališča. Nekatere države (Francija, Združeno kraljestvo) izrabljeno jedrsko gorivo predelajo, odstranijo plutonij, izotope urana in druge uporabne elemente. VRAO, ki pa ostanejo po predelavi, vlijejo v borsilikatna stekla, ki jih varujejo pred zunanjimi vplivi.

### Odlaganje RAO v Sloveniji
Do 30.12.2009 Slovenija še ni imela dokončno potrjenega odlagališča za RAO, zato so jih začasno shranjevali v skladiščih, večino v skladiščih krške nuklearke, nekaj pa v centralnem skladišču v Brinju pri Ljubljani.Visoko RAO pa so se nahajali v posebnih bazenih v elektrarni. Od 30.12.2009 pa se je dokončno potrdilo trajno odlagališče NRAO in VRAO, ki se nahaja na lokaciji Vrbina v občini Krško.

### Nelegalno odlaganje
Oblasti v Italiji še vedno preiskujejo primere nelegalnega odlaganja jedrskih odpadkov s strani mafijskega klana Ndrageta, ki ga obtožujejo nelegalnega prometa, odlaganja in uničevanja jedrskih odpadkov iz bolnišnic. Eden izmed italijanskih funkcionarjev državnega podjetja Enea naj bi nezakonito plačal klanu mafije, da se znebi vsaj 600 sodov z toksičnimi in radioaktivnimi odpadki. Le ti naj bi izvirali iz Italije, Švice, Francije, ZDA in Nemčije. Končna destinacija odpadkov naj bi bila afriška država Somalija, kjer naj bi te nelegalno zakopali. V akcije naj bi bili vpleteni tudi podkupljeni lokalni Somalijski uradniki. Nelegalni transport škodljivih odpadkov, naj bi se nadaljeval tudi po 1990. V tem času je mafijska združba večkrat namerno potopila ladje z nevarnimi odpadki ob obali Kalabrije na jugu Italije. Po podatkih italijanske okoljske skupine Legambiente so nekateri skesanci italijanske mafije potrdili, da so bili plačani za potopitev ladij z odpadki in da so ta nezakonita dejanja trajala vsaj 20 let.

## Prevoz radioaktivnih odpadkov
Za prevoz radioaktivnih odpadkov se uporabljajo normalna prevozna sredstva, uporabljajo se le posebne vrste zabojnikov. Zabojniki za nizke in srednje radioaktivne odpadke niso posebno masivni, saj sevanje te vrste odpadkov ni močno. Medtem ko so zabojniki za visoko radioaktivne odpadke zelo masivni in odporni. Vzdržijo hude padce, požar pri visokih temperaturah in ostanejo nepoškodovani pri trku z železniško lokomotivo.